# Nhà thờ Thánh Paraskevi, Kwiatoń
Nhà thờ Thánh Paraskevi ở Kwiatoń là một nhà thờ bằng gỗ theo kiến trúc Gothic nằm ở làng Kwiatoń từ thế kỷ XIX. Nó cùng với các tserkvas khác được chỉ định là một phần của nhóm các nhà thờ gỗ tserkvas ở vùng Carpathian ở Ba Lan và Ukraine được công nhận là Di sản thế giới bởi UNESCO.

## Lịch sử
Tserkov được xây dựng vào nửa sau của thế kỷ XVII. Ngày hoàn thành tserkov là vào năm 1700. Tòa tháp được xây dựng vào năm 1743. Ngày hoàn thành tserkov được tìm thấy trên một trong những cột trụ gỗ của tserkov. Tuy nhiên, ngày này có thể liên quan đến việc cải tạo tòa tháp cũ. Tháp của tserkov được coi là tòa tháp cổ nhất được xây dựng theo phong cách kiến trúc nhà thờ Lemko. Sau Chiến dịch Vistula, tserkov bị biến thành một nhà thờ Công giáo La Mã, thuộc giáo xứ Uście Gorlickie.